# Grotta di Su Marmuri

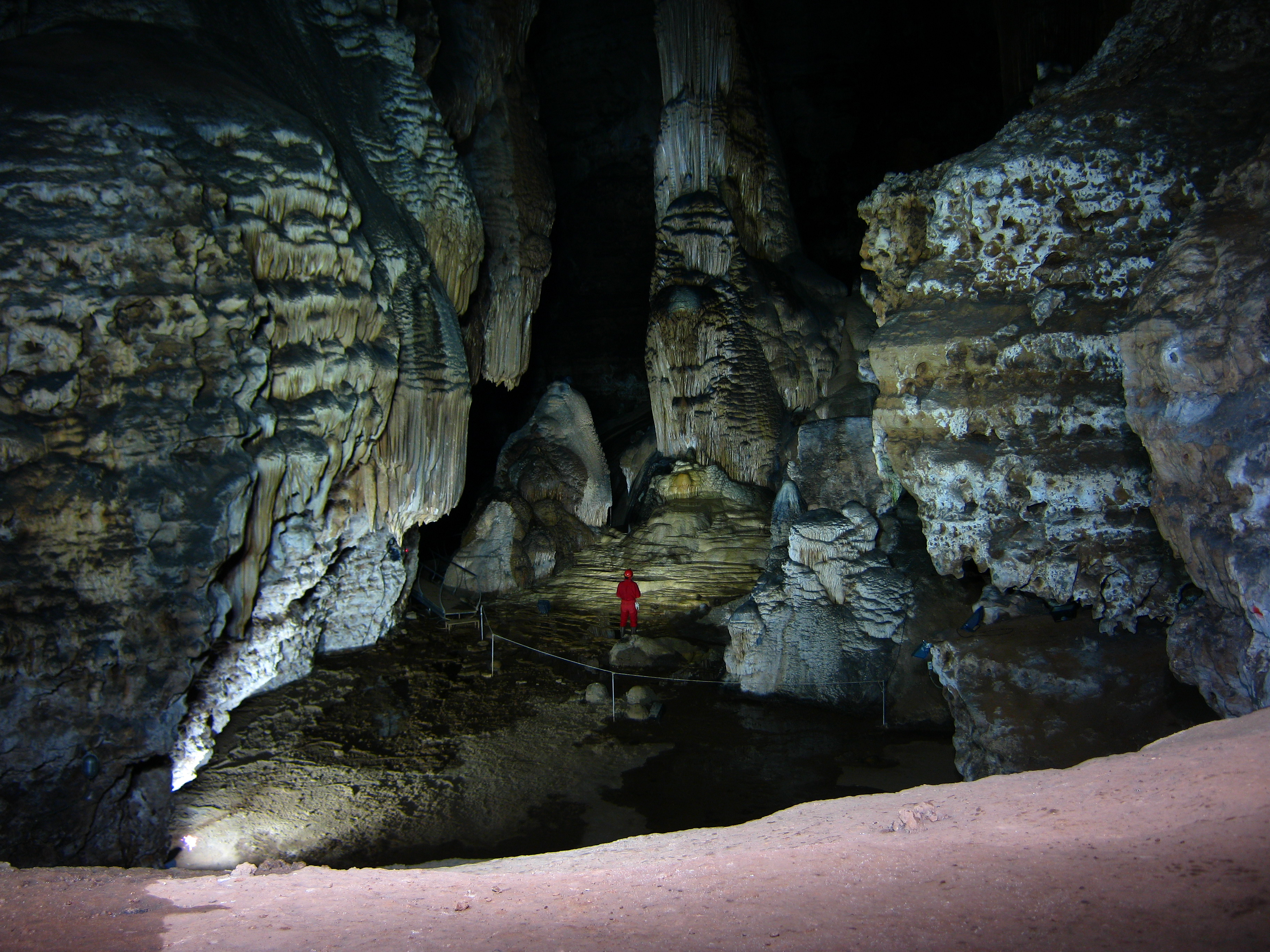
Grotta di Su Marmuri

La grotta di Su Marmuri (in lingua sarda marmuri significa marmo), si trova nel territorio del comune di Ulassai, nella subregione barbaricina dell'Ogliastra, nella Sardegna centro-orientale, sotto il caratteristico tacco del paese medesimo, è considerata tra le cavità più imponenti d'Europa.
La parte visibile, interamente pianeggiante e con due caratteristici laghetti sotterranei, è lunga 850 m. Particolarità della grotta sono le imponenti sale dalla volta molto alta, le numerose concrezioni calcitiche, grandiose stalattiti, stalagmiti e colonne.
La fauna della grotta annovera tra i suoi componenti l'Ovobathysciola gestroi, un coleottero sotterraneo frequente nella zona dei tacchi, la presenza di una specie del geotritone sardo, un particolare anfibio adattatosi alla vita cavernicola chiamato Speleomanthes imperialis, nonché una grande colonia di pipistrelli.